# Henri Jamet
Pour les articles homonymes, voir Jamet.
Ne doit pas être confondu avec Henry Jamet.
 (août 2019).
Henri Pierre Jamet né à Gien (Loiret) le 25 septembre 1858 et mort à Gargilesse (Indre) le 17 octobre 1940 est un peintre français.

## Biographie

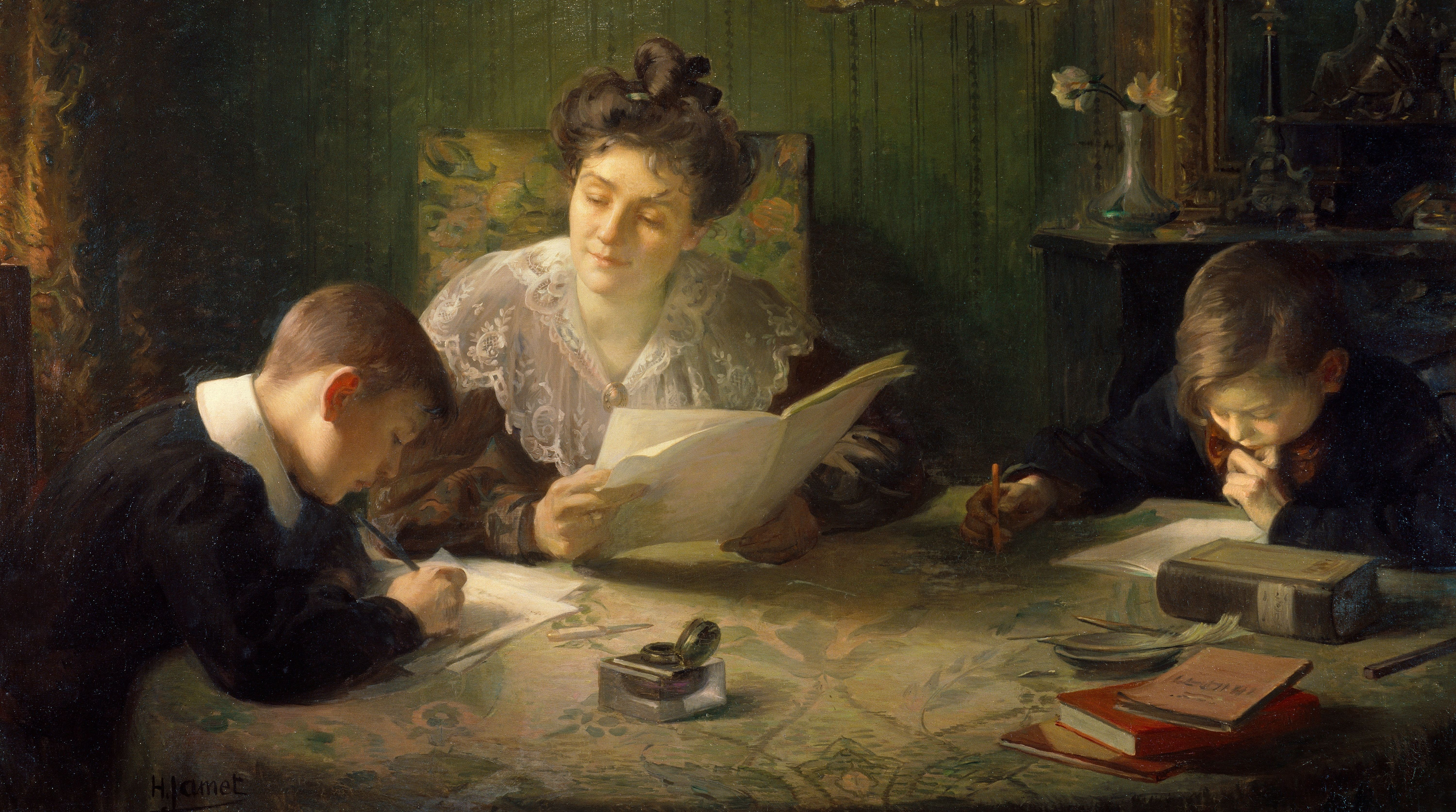
Le Devoir, huile sur toile,, Orléans, musée des Beaux-Arts.

Henri Jamet est l'élève de Jean-Léon Gérôme à l'École des beaux-arts de Paris, puis d'Henri Harpignies et d'Albert Maignan.
La carrière artistique d'Henri Jamet s'est essentiellement déroulée entre Montmartre et Gargilesse, où son épouse Marie Mahout — également peintre — et lui-même disposaient d'une maison et d'un atelier secondaire. 
Tour à tour décorateur, paysagiste particulièrement attaché la vallée de la Creuse, mais aussi auteur de natures mortes et portraitiste habile, il apparaît avant tout comme un maître de la peinture de genre. On lui doit en particulier plusieurs Intérieurs berrichons.
Sociétaire des artistes français, il a été gratifié de nombreux prix lors des diverses expositions auxquelles il a participé, à Paris comme en province. Il a notamment obtenu une médaille de bronze à l'Exposition universelle de 1900 pour une Famille de tisserands et Le Jardin de la veuve. Il est représenté dans plusieurs musées français (à Paris au Petit Palais, Auxerre, Châteauroux, La Châtre, Bourges, Orléans) et en Russie (ancien Musée Roumiantsev de Moscou, localisation actuelle inconnue). Il a participé à la décoration du château de Charbonnière à Saint-Jean-de-Braye et à celle de la mairie de Montrouge. Les panneaux décoratifs qu'il avait réalisés pour l'église Saint-Pierre de Gien ont été déclarés détruits lors des bombardements de 1940. Selon le journal "Le Giennois" du 15 mars 1941, deux d'entre eux - à ce jour non localisés- auraient toutefois pu être retirés des ruines de l'église "sans être trop détériorés".
Henri Jamet est le père de Pierre Jamet (1893-1991) et le grand-père de Marie-Claire Jamet, (née en 1933), tous deux harpistes de renommée internationale.
Il est aussi le père de Charles Jamet, violoncelliste, et le grand-père de Lucien Jamet, peintre et céramiste. Il est l'arrière grand-père de Jean-François Jamet (1951-2020), Bernadette Jamet et Eric Jamet (1957-2019).
Il est mort à Gargilesse le 17 octobre 1940.